# Havstenssunds kapell
Havstenssunds kapell är en kyrkobyggnad i Tanums församling i Göteborgs stift beläget vid infarten till samhället Havstenssund i Tanums kommun.

## Byggnaden
Kapellet invigdes den 6 december 1938 och hade tillkommit till stor del på frivillig väg. Det uppfördes efter ritningar av Knut Nordenskjöld och anses gestalta ett fyrsamhälle med fyrtorn och fyrvaktarbostad. Nordenskjöld ritade även bohuslänska träkyrkor i Krokstrand och på Koster. 
Landskapet präglas av karg kustvegetation med grått urberg i dagen. Byggnaden ligger inom Tanums medeltida socken söder om fiskeläget Havstenssund i ett avskilt läge på en plan tomt, belägen i en svacka cirka 200 meter nordost om Kvarnekilen, som är en vik av Sannäsfjorden.  
Träkapellet består av ett långhus med sakristia vid norra sidan. Väster om långhuset finns ett sidoställt kvadratiskt kyrktorn, uppfört av granitblock med en hög lanternin av trä. Vapenhuset ligger mellan långhuset och tornet och förenar dessa. Kapellet har fasader av panelklätt, rödmålat trä med ett skiffertäckt sadeltak.
Interiören har vitmålade väggar och ett tunnvälvt tak som går ända till östväggen med sin altarmålning. Inredningen tillkom under byggnadstiden. I norr stod länge en byggnad oanvänd, vilken invigdes först 1960.
Inga större förändringar har gjorts under årens lopp. Vid en renovering 1961 målades dock kapellet om invändigt och kyrksalen fick vita väggar och blått tak och 1988 byggdes en toalett på baksidan och fasaden målades om.

## Inventarier
- Altartavlan är målad av Curt Viberg.[1]
- Triumfkrucifixet i trä som hänger framför koret är skulpterat av Carl Fagerberg, Stockholm.[2]
- Bänkinredningen är öppen mot mittgången men har egen bröstning omkring 15 cm från väggarna.
- I tornet hänger en kyrkklocka med inskriptioner som göts 1938 av Bergholtz klockgjuteri i Stockholm.
- Orgeln är byggd 1950 av Hammarbergs Orgelbyggeri AB.